# ACM Szoftverrendszer díj

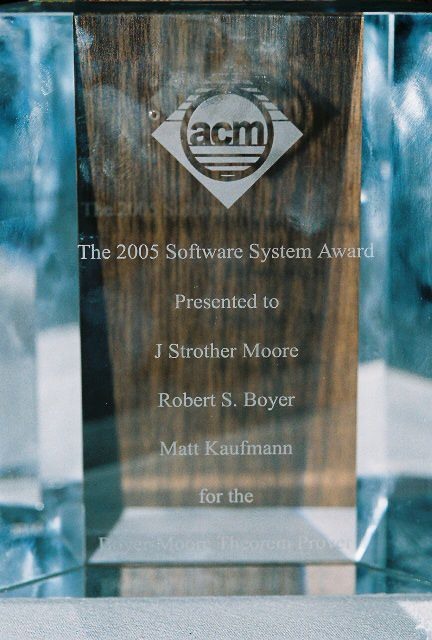
ACM 2005 Szoftverrendszer díj

Az ACM Szoftverrendszer díj egy évenkénti díj, amely olyan embereket vagy szervezeteket tüntet ki, „akik/amelyek olyan szoftverrendszert fejlesztettek ki, amely tartós hatást gyakorolt, ami a koncepciókhoz való hozzájárulásban, a kereskedelmi elfogadottságban vagy mindkettőben tükröződik”. A díjat az Association for Computing Machinery (ACM) ítéli oda 1983 óta, az IBM által szponzorált pénzdíj pedig jelenleg (2025) 35 000 dollár.
Az alábbiakban az ACM Szoftverrendszer díj nyerteseinek listája látható:
| Év   | Projekt                                               | Címzettek |
| ---- | ----------------------------------------------------- | --- |
| 2024 | MPICH                                                 | Bill Gropp, Pavan Balaji, Rajeev Thakur, Yanfei Guo, Ken Raffenetti, Hui Zhou |
| 2023 | Minix                                                 | Andrew S. Tanenbaum |
| 2022 | seL4                                                  | Gernot Heiser, Gerwin Klein, Harvey Tuch, Kevin Elphinstone, June Andronick, David Cock, Philip Derrin, Dhammika Elkaduwe, Kai Engelhardt, Toby Murray, Rafal Kolanski, Michael Norrish, Thomas Sewell, Simon Winwood                            |
| 2021 | CompCert                                              | Xavier Leroy, Sandrine Blazy, Zaynah Dargaye, Jacques-Henri Jourdan, Michael Schmidt, Bernhard Schommer, Jean-Baptiste Tristan |
| 2020 | Berkeley DB                                           | Margo Seltzer, Mike Olson, Keith Bostic |
| 2019 | DNS                                                   | Paul Mockapetris |
| 2018 | Wireshark                                             | Gerald C. Combs |
| 2017 | Project Jupyter                                       | Fernando Pérez, Brian E. Granger, Min Ragan-Kelley, Paul Ivanov, Thomas Kluyver, Jason Grout, Matthias Bussonnier, Damián Avila, Steven Silvester, Jonathan Frederic, Kyle Kelley, Jessica Hamrick, Carol Willing, Sylvain Corlay, Peter Parente |
| 2016 | Andrew File System                                    | John H. Howard, Michael L. Kazar, David A. Nichols, Sherri Nichols, Mahadev Satyanarayanan, Robert N. Sidebotham, Alfred Spector, Michael West                                                                                                   |
| 2015 | GCC                                                   | Richard Stallman |
| 2014 | Mach                                                  | Richard Rashid, Avie Tevanian |
| 2013 | Coq                                                   | Thierry Coquand, Gérard Pierre Huet, Christine Paulin-Mohring, Bruno Barras, Jean-Christophe Filliâtre, Hugo Herbelin, Chetan Murthy, Yves Bertot and Pierre Castéran                                                                            |
| 2012 | LLVM                                                  | Vikram S. Adve, Evan Cheng and Chris Lattner |
| 2011 | Eclipse                                               | John Wiegand, Dave Thomson, Gregory Adams, Philippe Mulet, Julian Jones, John Duimovich, Kevin Haaland, Stephen Northover, and Erich Gamma |
| 2010 | GroupLens Collaborative Filtering Recommender Systems | Peter Bergstrom, Lee R. Gordon, Jonathan L. Herlocker, Neophytos Iacovou, Joseph A. Konstan, Shyong (Tony) K. Lam, David Maltz, Sean M. McNee, Bradley N. Miller, Paul J. Resnick, John T. Riedl, Mitesh Suchak                                  |
| 2009 | VMware Workstation for Linux 1.0                      | Edouard Bugnion, Scott Devine, Mendel Rosenblum, Jeremy Sugerman, Edward Y. Wang |
| 2008 | Gamma Parallel Database System                        | David DeWitt, Robert Gerber, Murali Krishna, Donovan Schneider, Shahram Ghandeharizadeh, Goetz Graefe, Michael Heytens, Hui-I Hsiao, Jeffrey Naughton, Anoop Sharma                                                                              |
| 2007 | Statemate                                             | David Harel, Hagi Lachover, Amnon Naamad, Amir Pnueli, Michal Politi, Rivi Sherman, Mark Trakhtenbrot, Aron Trauring |
| 2006 | Eiffel                                                | Bertrand Meyer |
| 2005 | The Boyer-Moore Theorem Prover                        | Robert S. Boyer, Matt Kaufmann, J Strother Moore |
| 2004 | Secure Network Programming                            | Raghuram Bindignavle, Simon S. Lam, Shaowen Su, Thomas Y. C. Woo |
| 2003 | make                                                  | Stuart Feldman |
| 2002 | Java                                                  | James Gosling |
| 2001 | SPIN model checker                                    | Gerard Holzmann |
| 1999 | The Apache Group                                      | Brian Behlendorf, Roy Fielding, Rob Hartill, David Robinson, Cliff Skolnick, Randy Terbush, Robert S. Thau, Andrew Wilson |
| 1998 | S                                                     | John Chambers |
| 1997 | Tcl/Tk                                                | John Ousterhout |
| 1996 | NCSA Mosaic                                           | Marc Andreessen, Eric Bina |
| 1995 | World Wide Web                                        | Tim Berners-Lee, Robert Cailliau |
| 1994 | Remote Procedure Call                                 | Andrew Birrell, Bruce Nelson |
| 1993 | Sketchpad                                             | Ivan Sutherland |
| 1992 | Interlisp                                             | Daniel Bobrow, Richard R. Burton, L. Peter Deutsch, Ronald Kaplan, Larry Masinter, Warren Teitelman |
| 1991 | TCP/IP                                                | Vinton G. Cerf, Robert E. Kahn |
| 1990 | NLS                                                   | Douglas C. Engelbart, William English, Jeff Rulifson |
| 1989 | PostScript                                            | Douglas K. Brotz, Charles M. Geschke, William H. Paxton, Edward A. Taft, John E. Warnock |
| 1988 | INGRES                                                | Gerald Held, Michael Stonebraker, Eugene Wong |
| 1988 | System R                                              | Donald Chamberlin, Jim Gray, Raymond Lorie, Gianfranco Putzolu, Patricia Selinger, Irving Traiger |
| 1987 | Smalltalk                                             | Adele Goldberg, Daniel Henry Holmes Ingalls, Jr., Alan C. Kay |
| 1986 | TeX                                                   | Donald E. Knuth |
| 1985 | VisiCalc                                              | Dan Bricklin, Bob Frankston |
| 1984 | Xerox Alto                                            | Butler W. Lampson, Robert Taylor, Charles P. Thacker |
| 1983 | UNIX                                                  | Dennis Ritchie, Ken Thompson |

## Fordítás
Ez a szócikk részben vagy egészben  az   ACM Software System Award című angol Wikipédia-szócikk ezen változatának fordításán alapul.  Az eredeti cikk szerkesztőit annak laptörténete sorolja fel. Ez a jelzés csupán a megfogalmazás eredetét és a szerzői jogokat jelzi, nem szolgál a cikkben szereplő információk forrásmegjelöléseként.

## Kapcsolódó szócikk
- Szoftverrendszer